# Arosa ClassicCar

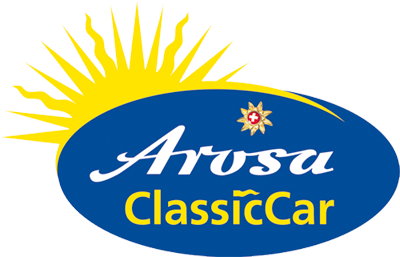
Logo der Arosa ClassicCar

Die Arosa ClassicCar ist ein seit 2005 in der Schweiz stattfindendes, internationales Bergrennen für historische Sport- und Rennfahrzeuge. Es wird jeweils Ende August/Anfang September auf der Schanfiggerstrasse zwischen Langwies und dem Ferienort Arosa durchgeführt. Die Veranstaltung – ein Einladungsrennen – ist im nationalen Sportkalender der ASS (Auto Sport Schweiz) und im internationalen Sportkalender der FIA (Fédération Internationale de l’Automobile) eingetragen.

## Geschichte

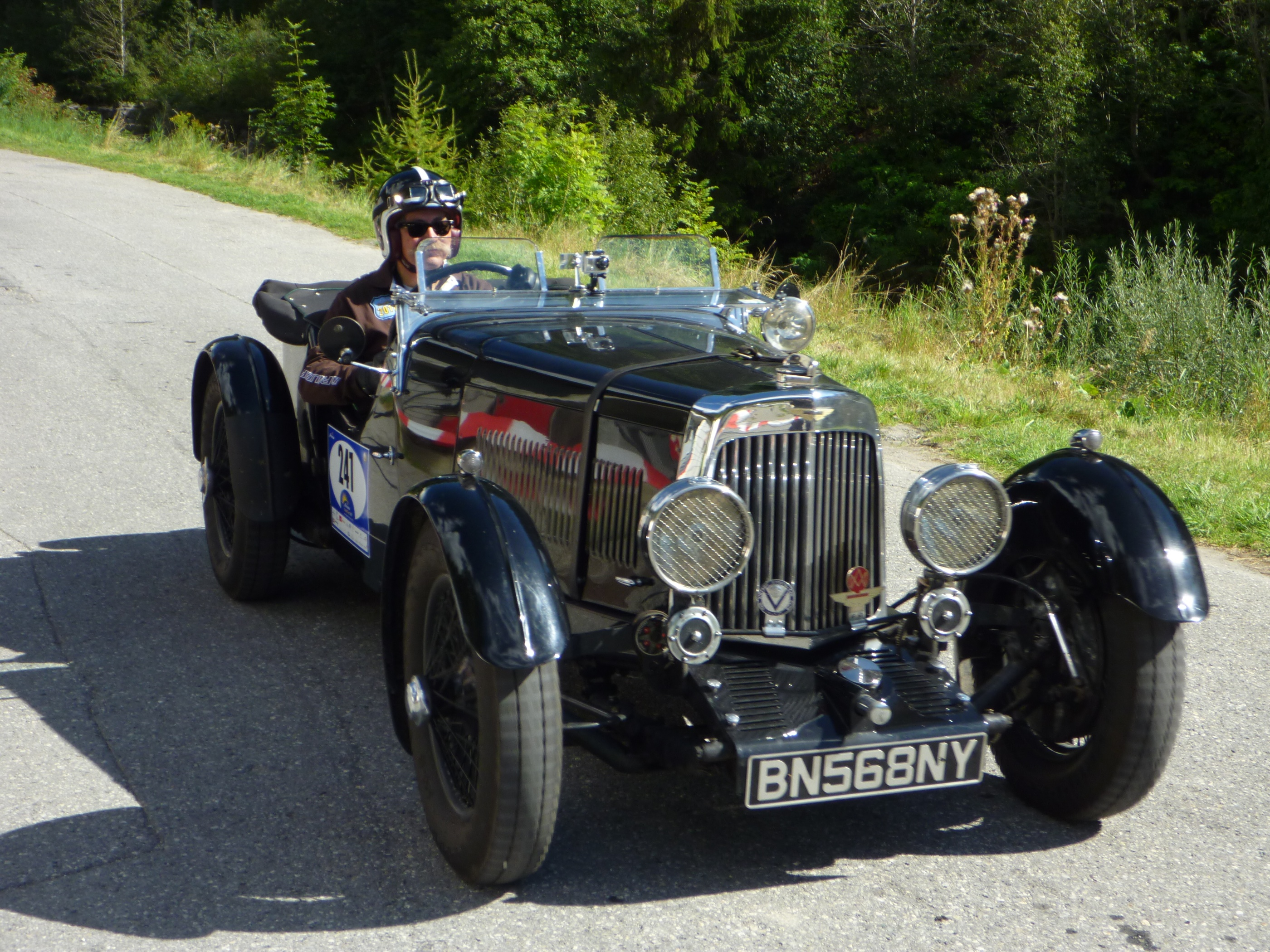
Ein Aston Martin LeMans (1935) vor dem Start in Langwies

Die Initiative zur Schaffung eines Bergrennens für historische Renn- und Sportfahrzeuge im Schanfigg ging von Peter A. Müller und Koni Strittmatter – dem Vater von Nadine Strittmatter – aus, zwei automobilbegeisterten Aroser Stammgästen. Zusammen mit Pepe Hammerer und einer liechtensteinischen Bank als Hauptsponsorin organisierten sie Ende August 2005 das 1. Internationale VP Bank Bergrennen für Classic Cars in Arosa. Dabei konnten sie auf die tatkräftige Unterstützung der lokalen Behörden und von Arosa Tourismus zählen. Es traten rund 100 Teilnehmer aus zehn Nationen in zwei Kategorien gegeneinander an. Es gab eine "Competition"-Klasse für Autos der Baujahre 1905–1976 mit einem Historical Technical Passport (HTP) (offen ausschliesslich für Piloten mit einer ASS/FIA-Fahrerlizenz), eine "Regularity"-Prüfung für Fahrzeuge mit Baujahr 1905–1976 und einer gültigen Strassenzulassung sowie eine Sonderklasse für historische Museumsfahrzeuge, die ausser Konkurrenz startete. Die Zuschauer bezahlten eine einmalige Eintrittsgebühr von 5 beziehungsweise 10 (inklusive Zutritt zum Fahrerlager) Schweizer Franken.
Auch in den beiden darauffolgenden Jahren koordinierte das OK-Team um Peter A. Müller mit der eigenen Produktionsfirma Oldtimer Marketing und Management AG die 2. und 3. VP Bank Classic Arosa. 2007 war das Teilnehmerfeld auf 120 Fahrzeuge angewachsen und für den Eintritt wurden nun 20 Franken verlangt (ohne Zutritt zum Fahrerlager). Als in der Folge Differenzen zwischen Müller und den Aroser Leistungsträgern auftraten und zudem die weitere Finanzierung des Events unklar schien, entschloss sich Arosa Tourismus im Jahr 2008, den Anlass künftig mit dem ACS und neuen Sponsoren unter dem Namen "Arosa ClassicCar" und unter dem OK-Präsidium von Koni Strittmatter zu organisieren. Zu diesem Zweck wurde 2009 der Verein Arosa ClassicCar gegründet, der seither die Veranstaltung ausrichtet. Gleichzeitig konnte die Veranstaltung von zwei auf drei Renntage ausgedehnt werden, und die bisher verbindliche Höchstteilnehmerzahl von 120 Fahrzeugen wurde erhöht.

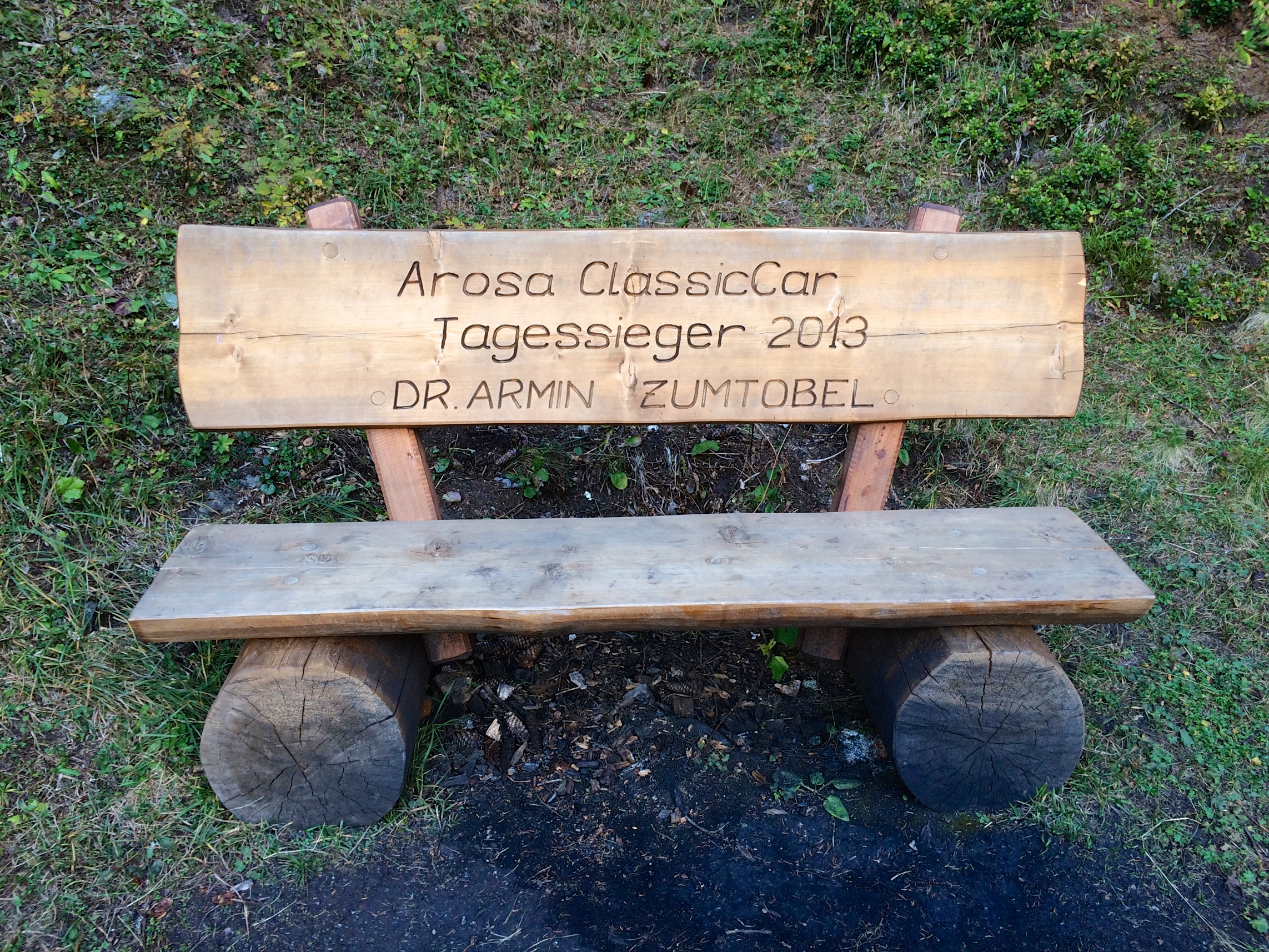
Sitzbank des Tagessiegers 2013 Armin Zumtobel beim Grünsee

In der Folge nahm die Popularität des Rennens stetig zu und bei der 7. Austragung 2011 mussten trotz einer Aufstockung auf 150 Startplätze Dutzende von interessierten Teilnehmern abgewiesen werden. Die Arosa ClassicCar zählt heute zu den wichtigsten und beliebtesten Prüfungen dieser Art in Europa. Der Eintritt zum Bergrennen ist für Zuschauer ausserhalb der offiziellen Tribünen frei.
Die mit über 160 Fahrern erneut ausgebuchte Jubiläumsausgabe 2014, welche bei rund 25'000 Zuschauern die letzte unter der direkten Mitwirkung von Koni Strittmatter war, sah in der Person von Roger Moser erstmals einen einheimischen Tagessieger. Gleichzeitig stellte der 95-jährige Gody Naef einen neuen Altersrekord unter den Fahrern auf. Weiter ereignete sich im Bereich der Aroser Liegenschaft Sandhubel der erste erwähnenswerte Selbstunfall eines Piloten, bei dem fünf Zuschauer leicht verletzt wurden.
Die Arosa ClassicCar ist inzwischen der umsatzstärkste Event der Schanfigger Sommersaison und verfügt aufgrund einer breiten Sponsorenstruktur über ein ausgeglichenes Budget von rund 1 Million Franken.

## Rennstrecke

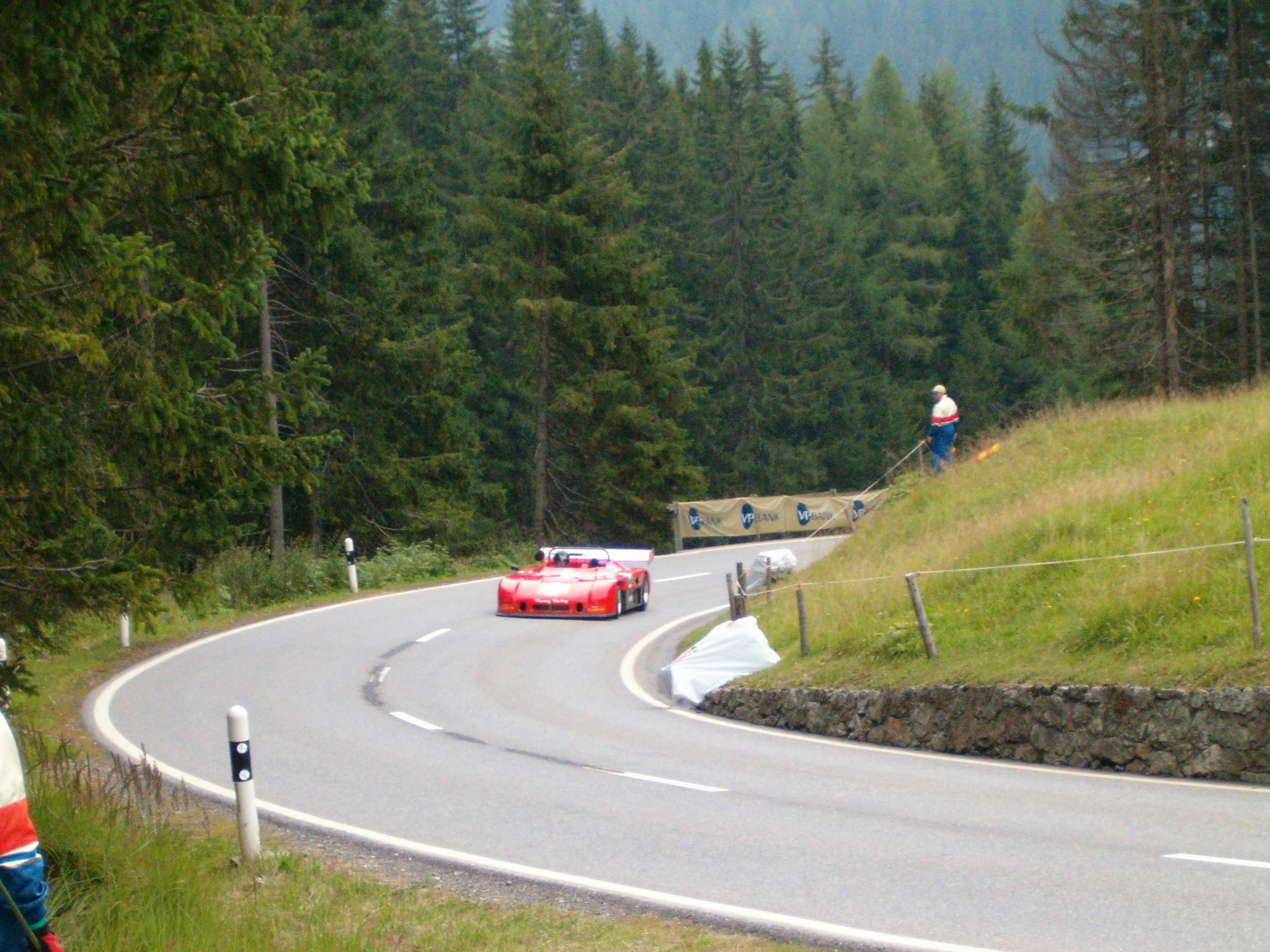
Rennszene beim Rütland 2007

Auf 7,3 km Streckenlänge sind brutto 422 m Höhendifferenz zu überwinden und 76 Kurven – davon drei Haarnadelkurven – zu durchfahren. Der Start erfolgt bei der Langwieser Säge unmittelbar nach der Brücke über den Fondeier-/Sapünerbach. Von dort führt die Strecke leicht ansteigend durch den Ronggwald zur Sunnenrüti, wo sie in ein 1,2 km langes Gegengefälle Richtung Litzirüti übergeht. Am Ende der Geraden im Stritwald befindet sich eine Schikane aus Strohballen, um das Fahrtempo aus Sicherheitsgründen etwas zu drosseln.
Ab der Plessurbrücke im Talboden folgt die Rennstrecke auf den steilen Spuren der früheren Bobbahn Arosa am Bahnhof Litzirüti vorbei zum Rütland, wo sich ein grosses Zuschauerfeld befindet. Der Schlussteil führt durch den Usser Wald am Schwarzsee vorbei zum Dorfeingang Arosa. Das Ziel befindet sich auf der Oberseepromenade zwischen dem Sport- und Kongresszentrum und der Post. Das Fahrerlager steht auf dem Parkplatz Obersee beim Bahnhof Arosa. Der Streckenrekord liegt seit 2016 bei 4 Minuten 17 Sekunden, aufgestellt von Thomas Amweg, was einer Durchschnittsgeschwindigkeit von über 108 km/h entspricht. Auf dem schnellsten Streckenabschnitt werden Höchstgeschwindigkeiten von gegen 210 km/h erreicht. Insgesamt unterquert die als anspruchsvoll geltende Rennstrecke dreimal die Trasse der Arosabahn.

## Fahrzeuge

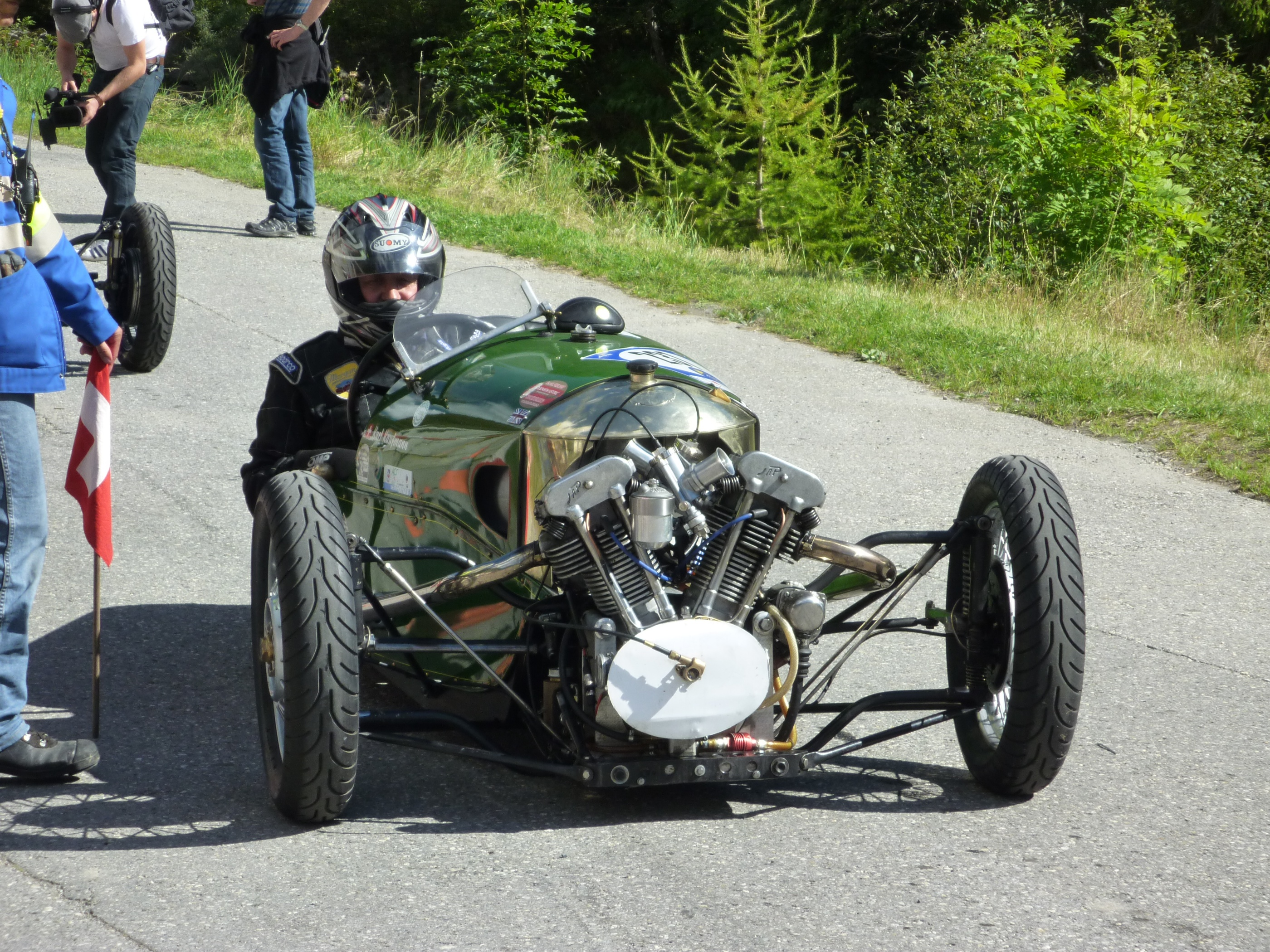
Ein Morgan Three Wheeler von 1930

Zugelassen sind grundsätzlich Fahrzeuge mit Baujahr zwischen Anfang 1905 und Ende 1985. Für Autos der Gruppe C und IMSA sind es die Jahrgänge 1982–1990. Die Geräte werden in verschiedene Rennfelder eingeteilt. Seit neuestem sind auch historische Motorräder in einer eigenen Demonstrationsklasse vertreten. Sie markieren jeweils den Abschluss eines Rennfeldes. In den letzten Jahren waren Fahrzeuge von fast allen Typen bei der Arosa ClassicCar vertreten, so verschiedene frühere Formel-1- und Formel-2-Boliden, GT-Fahrzeuge oder Rallyewagen wie etwa der Audi Sport quattro S1 «Pikes Peak» von Walter Röhrl. 2006 war ein Volkswagen Titan, ein Renn-Truck mit einem mehr als 1600 PS starken 12 Liter-Doppel-Turbodiesel, ausser Konkurrenz auf der Strecke zu Gast. Aufgrund seines grossen Wendekreises musste er in den beiden engsten Kurven jeweils kurz zurücksetzen. Weiter waren an der Veranstaltung auch schon dreirädrige Morgan Super Aeros zu sehen.

## Rennablauf und gefahrene Prüfungen
Die Arosa ClassicCar erstreckt sich über vier Tage. Am Freitag werden jeweils zwei Trainingsläufe gefahren, nachdem die Teilnehmer am Donnerstagnachmittag nach der Eröffnungsfeier ihre Fahrzeuge bei einem Fahrzeugkorso durch Arosa präsentiert haben. Am Wochenende wird in einer gemeinsamen Competition- und Rennklasse um die Weisshorn Trophy sowie den Grossen Preis von Arosa gefahren. Die Demonstrationsklasse, die aus reglementarischen Gründen aus maximal fünf Fahrzeugen besteht, startet dabei ausser Konkurrenz. Daneben werden der Tagessieger sowie die schnellste Dame geehrt. Die ausgetragenen Prüfungen erfahren regelmässig gewisse Änderungen.

## Rahmenprogramm

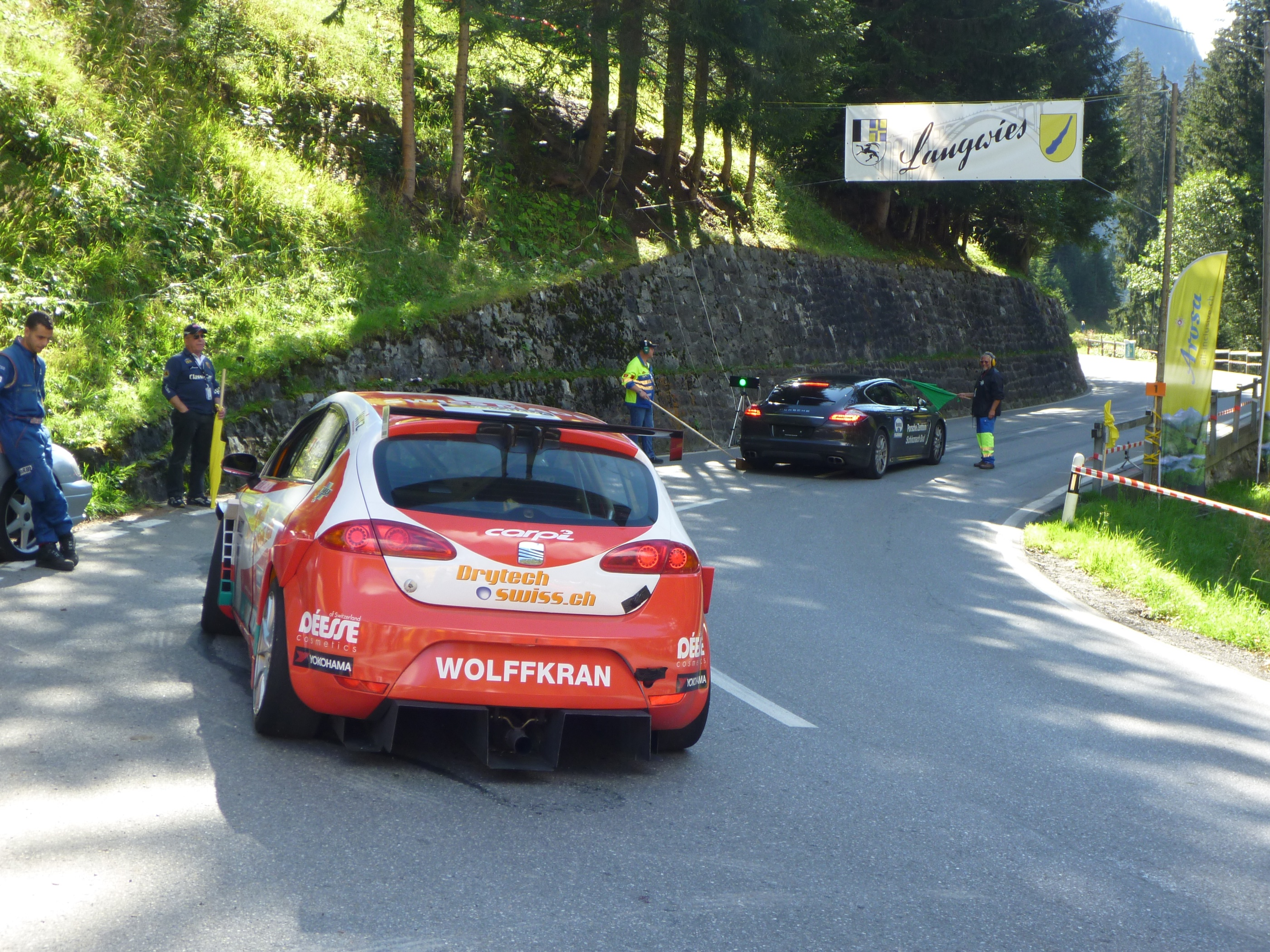
Zwei Renntaxis am Start in Langwies

Neben dem Fahrzeugkorso und dem Besuch des Fahrerlagers wird den Zuschauern auch die Möglichkeit von kostenpflichtigen Renntaxifahrten geboten. Die (modernen und historischen) Fahrzeuge sowie die Piloten wurden dabei insbesondere vom bisherigen Hauptsponsor, den Porsche Zentren Schinznach Bad und Maienfeld, zur Verfügung gestellt. Die ab 2012 eingesetzten Renntaxis stammen hauptsächlich vom neuen Hauptsponsor Audi und wurden unter anderem von Didier Cuche, Marcel Fässler und Daniel Mahrer pilotiert. Auch Rennfahrer wie Björn Waldegård, Roland Asch, Fredy Barth, Marco Werner, Harald Demuth, Matthias Malmedie, Timo Scheider, Rahel Frey oder der Leiter des Porsche-Museums, Klaus Bischof, boten schon entsprechende Dienste an. Schliesslich besteht die Möglichkeit einer Überfahrt in einem der teilnehmenden Oldtimern von Arosa zum Start nach Langwies. Diverse Partys in Arosa, Litzirüti und Langwies sowie eine Vielzahl von Verpflegungsmöglichkeiten entlang der Strecke runden das Rahmenprogramm ab.

## Verkehr
Während der Arosa ClassicCar ist der Individualverkehr zwischen Langwies und Arosa tagsüber grundsätzlich gesperrt. Es bestehen lediglich kurze Streckenöffnungszeiten, weshalb dem Publikum die Anreise mit der Arosabahn empfohlen wird. In den Rennpausen besteht die Möglichkeit, sich mit einem Shuttle-Bus kostenlos zwischen den verschiedenen Zuschauerfeldern zu bewegen.

## Arosa ClassicCar bei Radio und Fernsehen
Die Austragung 2011 wurde live auf der Radiofrequenz 87,6 MHz übertragen. Das Schweizer Sportfernsehen widmete der Veranstaltung im September 2011 eine einstündige Sondersendung mit einem Rennbeitrag unter anderem von Snowboard-Olympiasieger Gian Simmen. Auch 2013 strahlte der Sender ein spezielles Arosa ClassicCar Magazin aus.

## Bekannte Teilnehmer

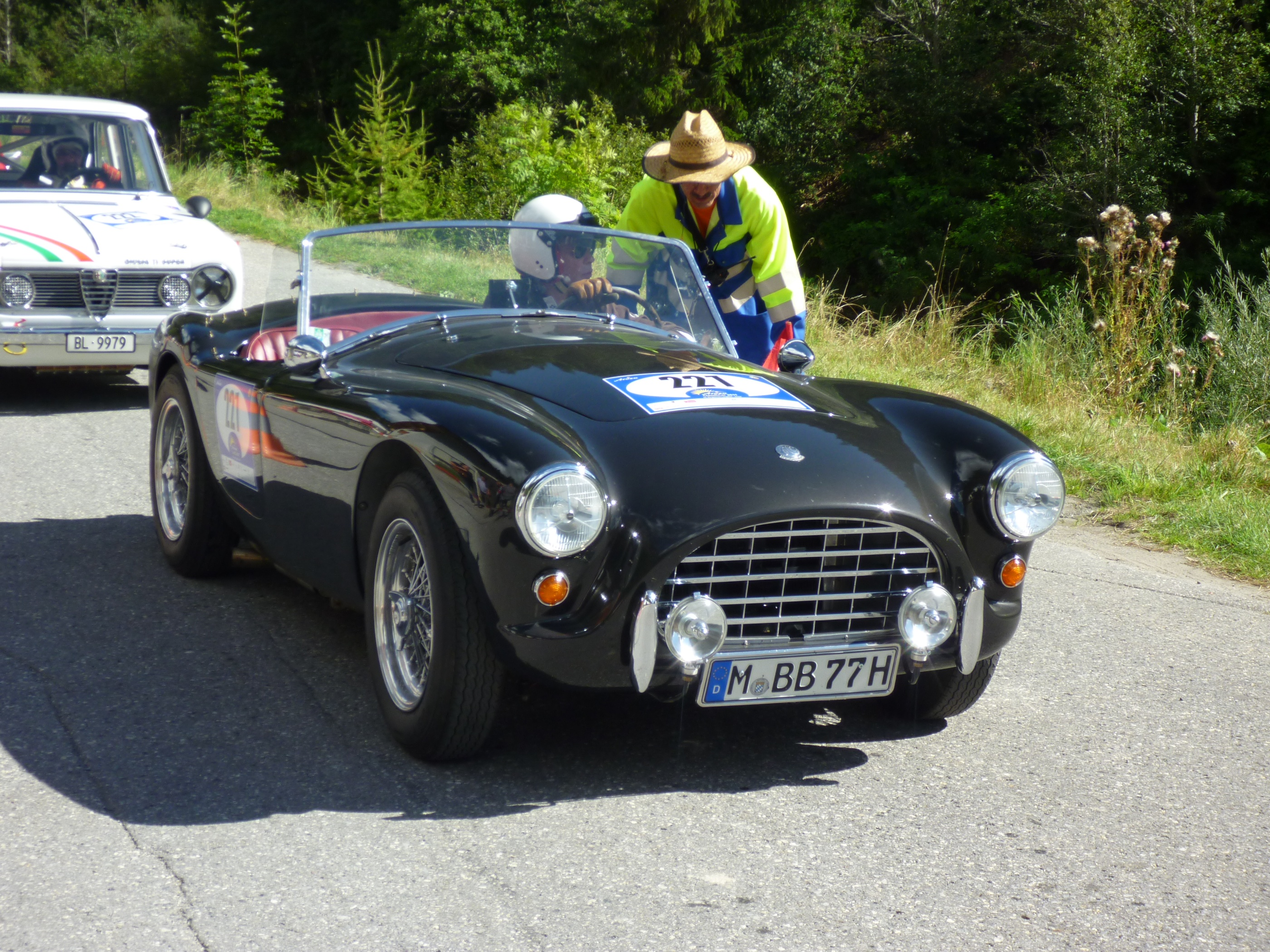
Peter Kraus in einem AC ACE Bristol D2

Neben vielen bekannten Hobbyfahrern nehmen regelmässig auch ehemalige Rennfahrer und sonstige Persönlichkeiten wie etwa Jochen Mass (2005 Fahrer und Co-Speaker, 2007), Toni Seiler (Tagessieger 2005 und 2007), Gody Naef (2012 und 2014), Peter Kraus (2011 und 2012) oder Marc Surer (2014) teil. 2013 gewann Armin Zumtobel aus Österreich zum dritten Mal in Folge als Tagesschnellster den Grossen Preis von Arosa. Weiter wurde Sue Darbyshire 2014 zum wiederholten Mal als schnellste Dame geehrt.

## Varia
Während die meisten Piloten ihre teuren Fahrzeuge jeweils auf Anhängern ins Schanfigg überführen, fuhr der Engländer John B. Guyatt 2011 mit seinem 75 Jahre alten Talbot-Lago T150 C-Rennwagen und einer 86 Jahre alten Strassenkarte 1'400 Kilometer von Silverstone nach Arosa.